# Brännmyrlokarna
Brännmyrlokarna är en sjö i Strömsunds kommun i Jämtland och ingår i Indalsälvens huvudavrinningsområde.